# Arundel House

## Storia
Arundel House era una casa di città o palazzo di Londra tra lo Strand e il Tamigi, nei pressi di St. Clement Danes. In origine era la casa di città dei Vescovi di Bath e Galles, durante il Medioevo. Nel 1539 venne data a William Fitzwilliam, conte di Southampton.
Tornò alla Corona dopo la morte di Fitzwilliam e quindi data, nel 1545, a Thomas Seymour, fratello di Edward Seymour, I duca di Somerset, protettore dell'infante Edoardo, figlio di Enrico VIII). Dopo la condanna a morte di Seymour, nel 1549, per tradimento, la casa venne venduta a Henry Fitz Alan, per circa £ 40.
Successivamente ospitò la collezione di pitture e sculture antiche di Thomas Howard, gli "Arundel marbles", la maggior parte delle quali si trova oggi all'Ashmolean Museum, anche se un bassorilievo del II secolo, proveniente da Efeso, è esposto nella galleria del XVII secolo al London Museum. Arundel House ospitò anche il suo protetto Wenceslaus Hollar.
Un ingresso progettato dall'architetto di corte, Inigo Jones, venne demolito insieme al resto della costruzione del XVII secolo di Arundel House, come da targa in Arundel Street. L'attuale ricostruzione del XIX secolo, in stile Tudor, ai piedi di Arundel street all'angolo di Temple Place, è un centro congressi che attualmente funge da quartier generale dell'International Institute for Strategic Studies.
I Roman Baths erano ubicati su quel terreno e rimangono di proprietà del National Trust.